# سیارک ۱۶۵۲۵
سیارک ۱۶۵۲۵ (به انگلیسی: 16525 Shumarinaiko، نامگذاری:1991CU2) شانزده هزار و پانصد و بیست و پنجمین سیارک کشف شده‌است که در ۱۴ فوریه ۱۹۹۱ کشف شد.
قدر مطلق سیارک برابر ۲۹٫۵ است.